# Cheteoscelis undinaria
Cheteoscelis undinaria är en fjärilsart som beskrevs av John Kern Strecker 1878. Cheteoscelis undinaria ingår i släktet Cheteoscelis och familjen mätare. Inga underarter finns listade i Catalogue of Life.